# 心脏导管插入术
心脏导管插入术（cardiac catheterization）又称心导管插入术、心导管术，简称心导管，用于心脏和大血管疾病的检查、评估与治疗；可分为右心导管术与左心导管术，前者经静脉顺流进入腔静脉、右侧心腔和肺动脉，后者经动脉逆流进入主动脉、冠状动脉、左侧心腔和肺静脉。

## 简介
心脏导管插入术是进一步评估冠状动脉疾病、心脏瓣膜疾病、充血性心力衰竭或某些先天性心脏病，如心房间隔缺损或室间隔缺损，这时使用其他类型的微创仪器诊断，可检测出上述病况。
在心脏导管插入术中，导管是一根非常小的中空管，其功能是从腹股沟韧带或手腕的血管穿刺，通过主动脉，将导管送入到心脏。确认导管位置合适后，就可以使用几种诊断方法。导管的前端可放置在心脏的不同地方，以测量心脏腔室之间的压力。也可将该导管送入冠状动脉开口，在X光显影下注射造影剂，如此一來冠状动脉内部的形态就可以显示出来，可判断冠状动脉是否有斑块。

## 检测方法

### 血管內超声（IVUS）
使用一台计算机和超声波传感器发送超声波来创建血管造影，在心脏导管插入术中也可使用。血管内超声技术的使用为血管内部提供直接的可视化观察和检测方法，以便协助医生在每个特殊的手术环节中选择合适的治疗方案。
手术中，病人神智清醒，虽然手术前病人会服用少量的镇静药物，是為了确保病人在手术过程中保持舒适。

### 血管内超声光学双模成像（OCTIVUS）
在冠动介入诊疗中，将两种血管腔内影像学技术（光学相干断层成像OCT和血管内超声IVUS）集成到同一成像导管中，实现二者的多模态血管内成像，可提供更理想的血管壁及斑块内部的组织学和形态学信息。

## 研发历史
1929年，德国25岁的医生沃纳·福斯曼第一次尝试了将导尿管插入自己静脉，并抵达心脏，并最终以x光片的形式记录的插入法。但在当时该方法很快被医学界抨击，认为过于“疯狂”。

## 辅助治疗方法
- 心電圖
- 動態心電圖
- 信号平均心电图
- 胸部透视
- 心脏、胸部電腦斷層掃描
- 超声心动图检查
- 电生理研究
- 心肌灌注扫描
- 血管攝影
- 心脏核磁共振成像